# آلوپانیشاد
الله اوپانیشاد یا آلوپانیشاد یک متن سانسکریت با کلمات عربی بسیار است که در هند قرن شانزدهم در زمان سلطنت امپراتور مغول اکبر نوشته شده‌است. اکبر در این کتاب فرستاده یا پیامبر خدا توصیف می‌شود.
آلوپانیشاد بخشی از کتاب تاریخی اوپانیشاد نیست و به‌طور سنتی شامل ۱۰۸ اوپانیشاد است و در هیچ ودایی وجود ندارد. در شماره ای از Theosophist، مورخ R. Ananthakrishna Sastri نوشت که این اثر توسط پاندیت‌ها برای پاداش‌های مالی که در زمان حکومت مسلمانان در هند اهدا می‌شد، نوشته شده‌است. او همچنین خاطرنشان کرد که این اثر به سبک اوپانیشادهای معمولی نیست و به نظر می‌رسد که کلمات آن بیشتر مایل به عربی هستند. جوگندرا ناث باتاچاریا و بی کی سرکار آلوپانیشاد را به عنوان اثری اسلامی دسته‌بندی می‌کنند و می‌نویسند که توسط یکی از درباریان هندوی اکبرشاه، به عنوان فصلی از آتاروودا نوشته شده‌است. سوامی ویوکاناندا نوشت که ظاهراً آلوپانیشاد مربوط به تاریخ بسیار متأخر بود و به او گفته شد که در زمان سلطنت اکبر نوشته شده تا هندوها و مسلمانان را به هم نزدیک کند.

## متن
1. پناه می‌برم به الله ما [ لا ، «فانی» و الا «ابدی»] که از میترا [خورشید] و وارونا [خدای آب] محافظت می‌کند.
2. فقط یک خدا وجود دارد [Illelle]. پادشاه، وارونا، دوباره به او پناه می‌برد.
3. همه چیز خداست؛ خورشید و ستاره‌ها
4. همه چیز خداست؛ وارونا، خورشید، روشنگر.
5. نفس بزرگ، رب، و قربانی است. پروردگار فداکار است.
6. الله اول و بهترین و بالاترین است. همه جا حاضر؛ بالاتر از همه خدایان
7. او تنها یکی است. همیشه باقی است
8. با قربانی شدن، الله برای همگان کفاره می‌دهد.
9. الله خورشید و ماه و همه ستارگان است.
10. الله (خدای) ریشیس و همه خدایان دیگر، و ایندرا، اولین مایا [ماده اولیه] و اتر است.
11. الله در زمین و آسمان و به صورت‌های گوناگون است.
12. همه چیز الله است. الله همه چیز است و همه چیز اوست.
13. اُم الله است. همه چیز اوست. ذاتاً ابدی. آتاروان [ریشی] در برابر چنین موجودی سر تعظیم فرود می‌آورد.
14. به ما آب، چهارپایان، سیده‌ها و چیزهایی که در آب زندگی می‌کنند، و پوت [یک مانترا] عطا کن.
15. قاتل دشمنان. هوم، هریم. چیزی جز الله نیست. چیزی جز الله بدین ترتیب آلوپانیشاد به پایان می‌رسد.[۳]

## دیدگاه‌ها در مورد تألیف و صحت
در شماره ای از Theosophist، مورخ R. Ananthakrishna Sastri نوشت که این اثر توسط پاندیت‌ها برای پاداش‌هایی که در زمان حکومت مسلمانان در هند اهدا می‌شد نگارش یافته‌است. او همچنین خاطرنشان کرد که این اثر به سبک اوپانیشادهای معمولی نیست و به نظر می‌رسد که کلمات آن بیشتر شبیه به عربی است. بهاتاچاریا و سرکار آلوپانیشاد را به عنوان یک اثر اسلامی دسته‌بندی می‌کنند و می‌نویسند که توسط یکی از درباریان هندو اکبر نوشته شده‌است. چارلز الیوت پیشنهاد کرد که این اثر ممکن است در ارتباط با جنبش دین الهی نوشته شده باشد و نوشت که به سختی می‌توان این اثر را جز یک نوشتار جعلی توصیف کرد. نویسنده اس. ان ساداسیوان می‌گوید: «وقتی امپراتور اکبر فکر ایجاد دین جدید دین الهی را می‌پروراند، برهمن‌ها اوپانیشاد جدیدی به نام «الوپانیشاد» (اوپانیشاد الله) برای او نوشته بودند که عجیب است که برای او قابل قبول نبود!» سوامی ویوکاناندا نوشت که ظاهراً آلوپانیشاد مربوط به تاریخ بسیار متأخری است و به او گفته شد که در زمان سلطنت اکبر نوشته شده بود تا هندوها و مسلمانان را به هم نزدیک کند. ساداسیوان می‌نویسد که برهمن‌ها آن را برای اکبر، زمانی که دین الهی را آزمایش می‌کرد، نوشته‌اند. دبندرانات تاگور در زندگی‌نامه خود نوشت که آلوپانیشاد در روزگار اکبر با هدف مسلمان کردن هندوها سروده شد. بنکیم چاندرا چاتوپادیای نوشت که آلوپانیشاد تولید بی شرمانه برخی از برهمن‌های تابع حاکمان مسلمان هند بود. آبراهام ارالی بیان می‌کند که این کتاب نمادی از گرده افشانی‌های متقابل فرهنگی بین فرهنگ‌های هندو و مسلمان در زمان مغول‌های گورکانی بود و قرار بود این دو جامعه را به هم نزدیک کند.